# Grenspaal tussen Steden Broeck en Westwoud
De grenspaal tussen Steden Broeck en Westwoud is een grenspaal die in 1754 is geplaatst op de grens tussen Westwoud, binnen de stede Westwoud, en Hoogkarspel, binnen de Stede Grootebroek, in de Noord-Hollandse regio West-Friesland. Op de obeliskvormige paal staat een leeuw met in zijn voorpoten het wapen van Westwoud. De grenspaal is in 1972 aangewezen als rijksmonument. Een vergelijkbare grenspaal staat in de Hemmerbuurt, dit betreft een replica waarvan alleen de leeuw nog origineel is.

## Vormgeving
De zandstenen paal staat op een bakstenen voet. De voet bestaat uit vier banden met daartussen drie velden. Boven op de paal zit een leeuw, die met zijn voorpoten het wapen van Westwoud vasthoudt. Het wapen is geschilderd in de heraldisch correcte kleuren, waarbij het schild zilverkleurig is en de dorre boom met drie vogels zwart.

## Afbeeldingen

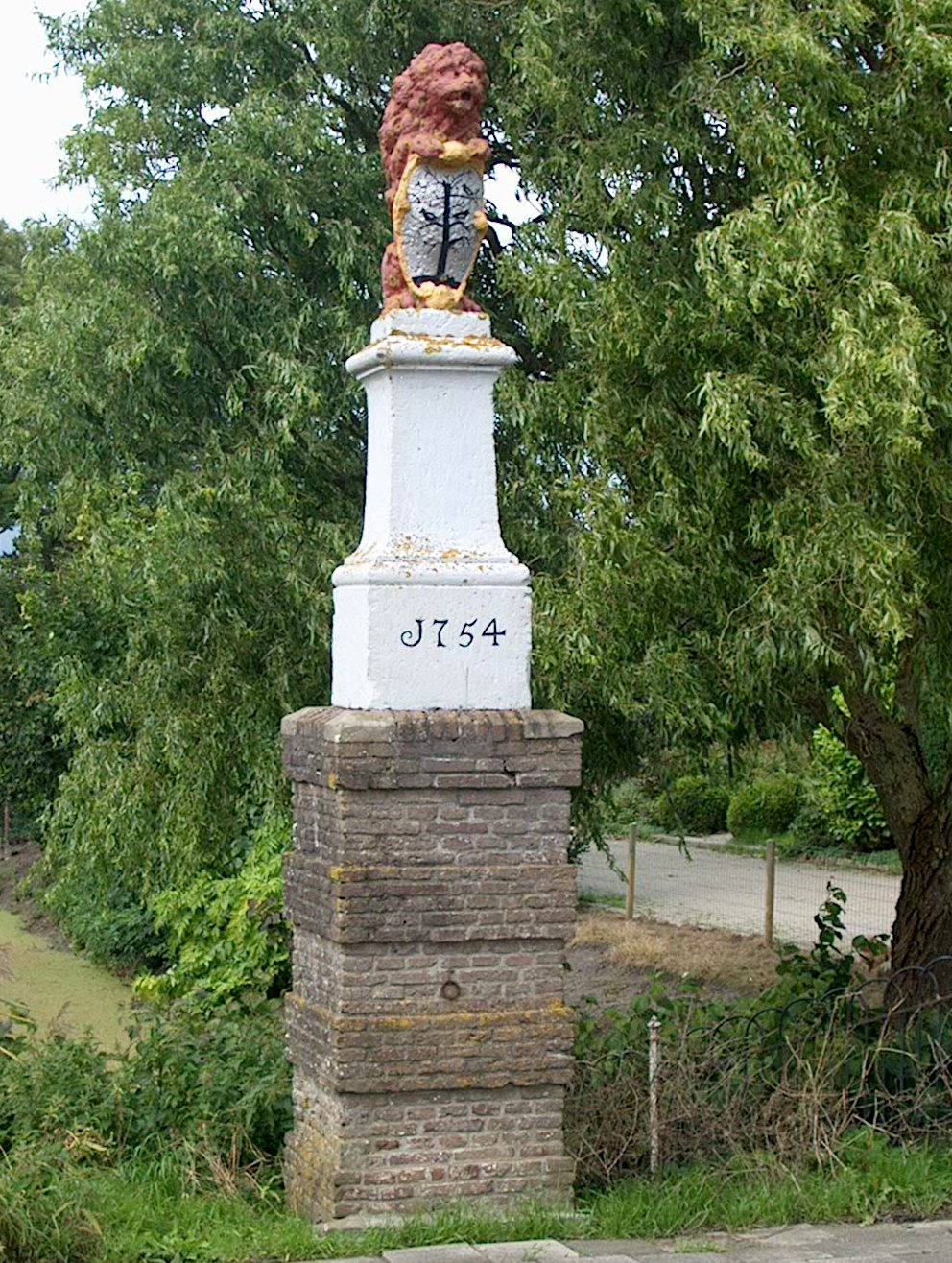
Grenspaal gezien vanuit een andere hoek en in oude kleurstelling
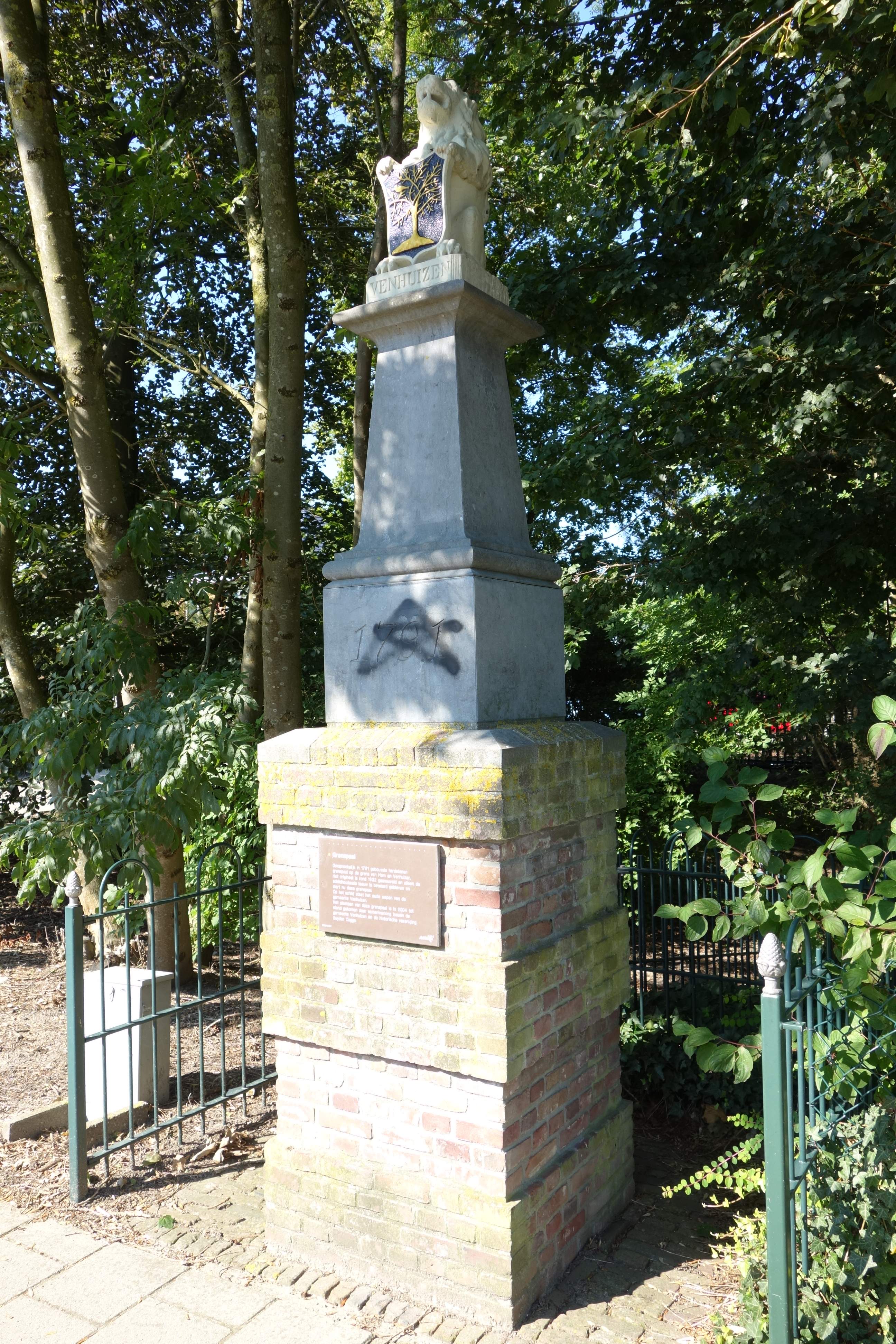
Reconstructie van originele paal aan het Westeinde in Venhuizen
Het wapen van Westwoud